# Roger du Plessis, duc de Liancourt
Roger du Plessis, duc de Liancourt (* 1598; † 1. August 1674) war ein hoher französischer Adliger aus dem Haus Le Plessis-Liancourt.
Roger du Plessis war Herzog von Liancourt, Duc de La Rocheguyon, Marquis de Guercheville, Comte de Beaumont-sur-Oise und  Pair de France.
Sein Vater Charles du Plessis-Liancourt (gestorben 1620) war erster Stallmeister von Heinrich dem III. und Gouverneur von Metz, und seine Mutter Antoinette de Pons, Marquise de Guercheville. Die Eltern heirateten 1594.
Er heiratete am 24. Februar 1620 Jeanne de Schomburg (ca. 1600–1674, aus dem Haus Schönburg), Tochter von Henri de Schomberg und Schwester des Marschalls Charles de Schomberg. Mit ihr hatte er einen Sohn Henri-Roger (gestorben 1646), Comte de la Rocheguyon und Marquis de Montfort, der mit Anne, Tochter des Grafen von Lannoy, verheiratet war. Mit dessen 1645 geborener Tochter Jeanne-Charlotte (Herzogin von La Roche-Guyon und Marquise de Liancourt), der Enkelin von Roger du Plessis, starb das Geschlecht Liancourt in der Hauptlinie aus. Sie starb am selben Tag wie Roger du Plessis und war mit dem Herzog François VII. de La Rochefoucauld verheiratet, dem Sohn des zweiten Herzogs und berühmten Aphoristikers François de La Rochefoucauld, der wiederum der Sohn der Schwester von Roger du Plessis Gabrielle du Plessis-Liancourt war. Du Plessis war also der Onkel des Literaten La Rochefoucauld. Der Titel Liancourt und La Roche-Guyon ging auf das Haus La Rochefoucauld über.
Beim Feldzug, der zur Belagerung von Montpellier führte, war er Colonel des Régiment de Picardie und zeichnete sich am 17. August 1622 beim Angriff auf Sommières aus.
Mit seiner Frau kaufte er 1631 das Hôtel de Bouillon in der Rue de Seine (das nun Hôtel de Liancourt genannt wurde), in der er einen Salon unterhielt, in dem unter anderem Jean de La Fontaine, Molière (Lesung der Femmes Savantes), Pierre Corneille (Lesung der Pulchérie), Madame de Lafayette und Jean Hérault de Gourville verkehrten.
Du Plessis war einer der Menins von Ludwig XIII. als dieser Dauphin war, mit Ludwig XIII. eng befreundet und 1624 bis 1627 und 1632 bis 1649 Premier Gentilhomme de la Chambre du Roi. 1643 wurde er Herzog von Rocheguyon (der letzte Herzog, der Titel ging nach seinem Tod wie die der Liancourts an die La Rouchefoucault). 
Während der Fronde stand er Kardinal Retz nah. Nach dem Ende der Fronde war er bei Ludwig XIV. in Ungnade und lebte auf dem prächtig ausgebauten Schloss von Liancourt. Seine Frau sammelte dort Gemälde und war Patronin von Künstlern. Beide führten einen frommen Lebenswandel und du Plessis war Anhänger des Jansenismus. Er bot Jansenisten auch nach der offiziellen Verdammung als Ketzerei und Pressionen gegen das Kloster Port Royal Zuflucht.
Er war auch mit der Gründung von Montreal (als Ville-Marie) verbunden und sein Name erscheint auf dem Obelisken in Montreal, der an die Gründung erinnert.